# Maurer-Union

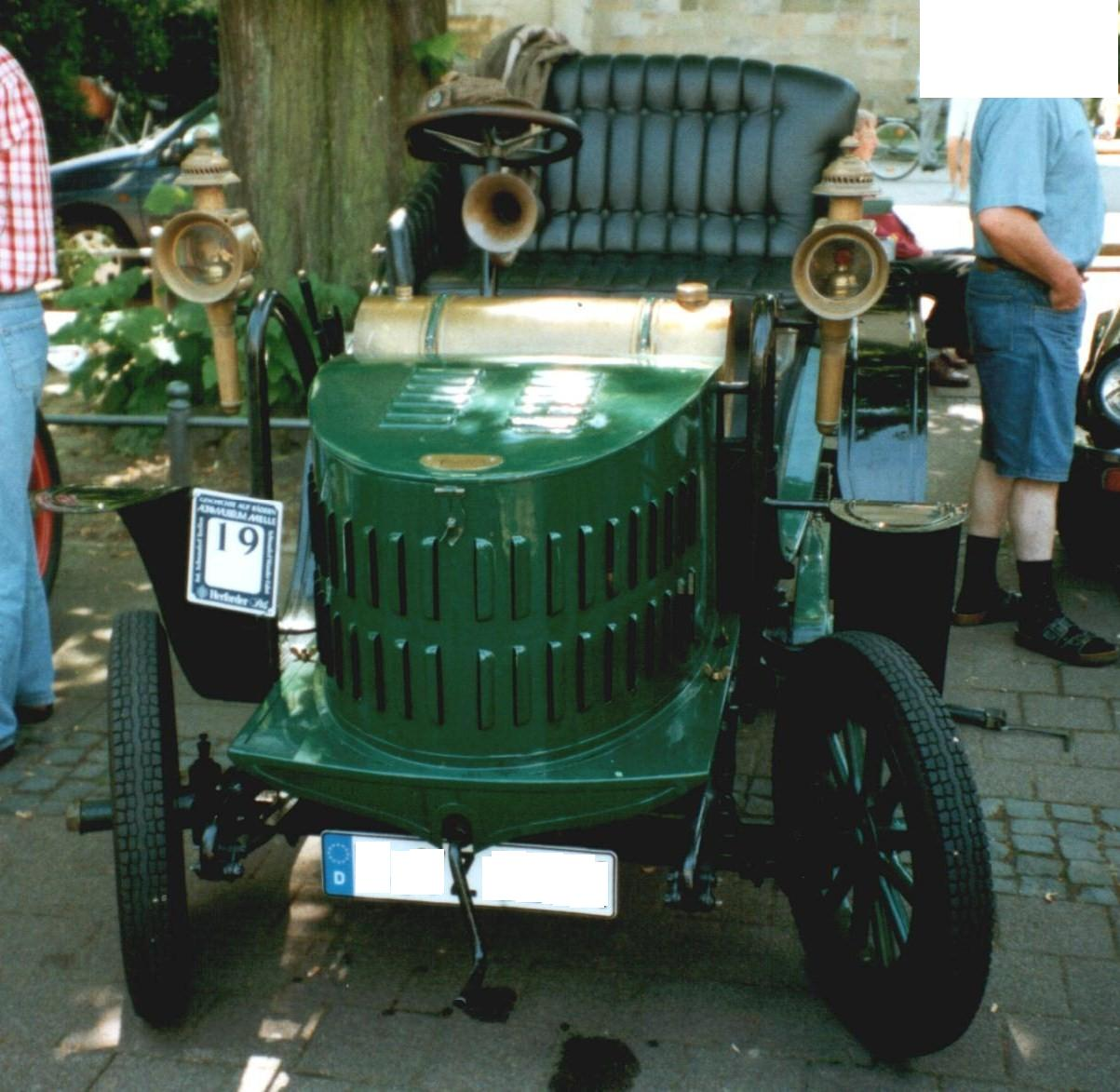
Een Maurer-Union uit 1902

Maurer-Union was een autoconstructeur uit het Duitse Neurenberg.
Het bedrijf produceerde van 1900 tot 1910, met ongeveer 400 arbeiders, 300 tot 400 voertuigen per jaar. Bijzonder was het voor het eerst aanwenden van een automatische versnellingsbak op basis van een wrijvingsrad.
Vanaf 1907 werden ook vrachtwagens geproduceerd, waarmee Ludwig Maurer een van de eerste producenten in Duitsland was. Lang kon hij niet van het succes genieten, want na een onenigheid met de financiers diende hij in 1908 zijn eigen bedrijf te verlaten.
In 1909 nam de firma Justus Christian Braun Premier-Werke de productie-installaties over.
In 1923-1924 probeerde Ludwig Maurer, onder de merknaam Maurer opnieuw autoconstructeur te worden. De kleine, met tweecilinder-tweetaktmotor uitgeruste, wagen kende evenwel geen succes.